# Шардоњ
Шардоњ (фр. Chardogne) насеље је и општина у североисточној Француској у региону Лорена, у департману Меза која припада префектури Бар ле Дик.
По подацима из 2011. године у општини је живело 302 становника, а густина насељености је износила 23,56 становника/km². Општина се простире на површини од 12,82 km². Налази се на средњој надморској висини од 237 метара (максималној 273 m, а минималној 179 m).

## Демографија
| 1962. | 1968. | 1975. | 1982. | 1990. | 1999. | 2011. |
| ----- | ----- | ----- | ----- | ----- | ----- | ----- |
| 221   | 237   | 278   | 311   | 293   | 284   | 302   |

График промене броја становника у току последњих година